# Anna Paquin
Anna Helene Paquin (født 24. juli 1982) er en Oscar- og Golden Globe-vindende, Emmy-nomineret, newzealandsk skuespiller. Hendes gennembrudsrolle var i den newzealandske film The Piano, for hvilken hun vandt en Oscar for bedste kvindelige birolle i 1993. Dette gjorde hende til den andenyngste vinder nogensinde, hun var kun 11 år gammel

## Privatliv
Hun er gift med Stephen Moyer, som spiller hendes kæreste i serien True Blood. De har datet siden seriens begyndelse og blev gift den 21. august 2010.Paquin bor i Venice, Los Angeles i Californien. Hendes hobbyer inkluderer surfing og cykling.

## Filmografi og priser
| År   | Film                          | Rolle                      | Priser - vundne og nominerede |  |
| ---- | ----------------------------- | -------------------------- | --- |  |
| 1993 | The Piano                     | Flora McGrath              | Oscar for bedste kvindelige birolle Nomineret - Golden Globe Award for bedste kvindelige birolle |  |
| 1996 | Fly Away Home                 | Amy Alden                  | |  |
| 1997 | Amistad                       | Queen Isabella II of Spain | |  |
| 1999 | She's All That                | Mackenzie Siler            | |  |
| 1999 | A Walk on the Moon            | Alison Kantrowitz          | |  |
| 2000 | Almost Famous                 | Polexia Aphrodisia         | |  |
| 2000 | Finding Forrester             | Claire Spence              | |  |
| 2000 | X-Men                         | Rogue / Marie D'Ancanto    | |  |
| 2001 | Buffalo Soldiers              | Robyn Lee                  | |  |
| 2003 | X-Men 2                       | Rogue/Marie                | |  |
| 2005 | The squid and the whale       | Lili                       | |  |
| 2006 | X-Men: The Last Stand         | Rogue/Marie                | |  |
|      | Bury My Heart at Wounded Knee | Elaine Goodale             | TV film Nomineret - Primetime Emmy Award for Outstanding Supporting Actress - Miniseries or a Movie Nomineret - Golden Globe Award for Best Supporting Actress - Series, Miniseries or Television Film Nomineret - Screen Actors Guild Award for Outstanding Female Actor - Miniseries or Television Film |  |
| 2008 | True Blood                    | Sookie Stackhouse          | TV serie Golden Globe Award for Best Actress - Television Series Drama Satellite Award for Best Actress - Television Series Drama |  |
| 2019 | The Irishman                  |                            | |  |

## Fodnoter
1. ↑  Crisell, Luke (2007-05-21). "Rogue Star". New York Magazine. Hentet 2007-05-21.
2. ↑  ""Anna Paquin dating co-star Stephen Moyer" Feed Raider September 24, 2008". Arkiveret fra originalen 24. januar 2009. Hentet 21. januar 2009.
3. ↑  "Spin magazine article, September 2008". Arkiveret fra originalen 23. oktober 2017. Hentet 19. februar 2010.

 Der er for få eller ingen kildehenvisninger i denne artikel, hvilket er et problem. Du kan hjælpe ved at angive troværdige kilder til de påstande, som fremføres i artiklen.
| Forrige modtager: Marisa Tomei | Oscar for bedste kvindelige birolle (1993) | Næste modtager: Dianne Wiest |